# Calle de las Infantas

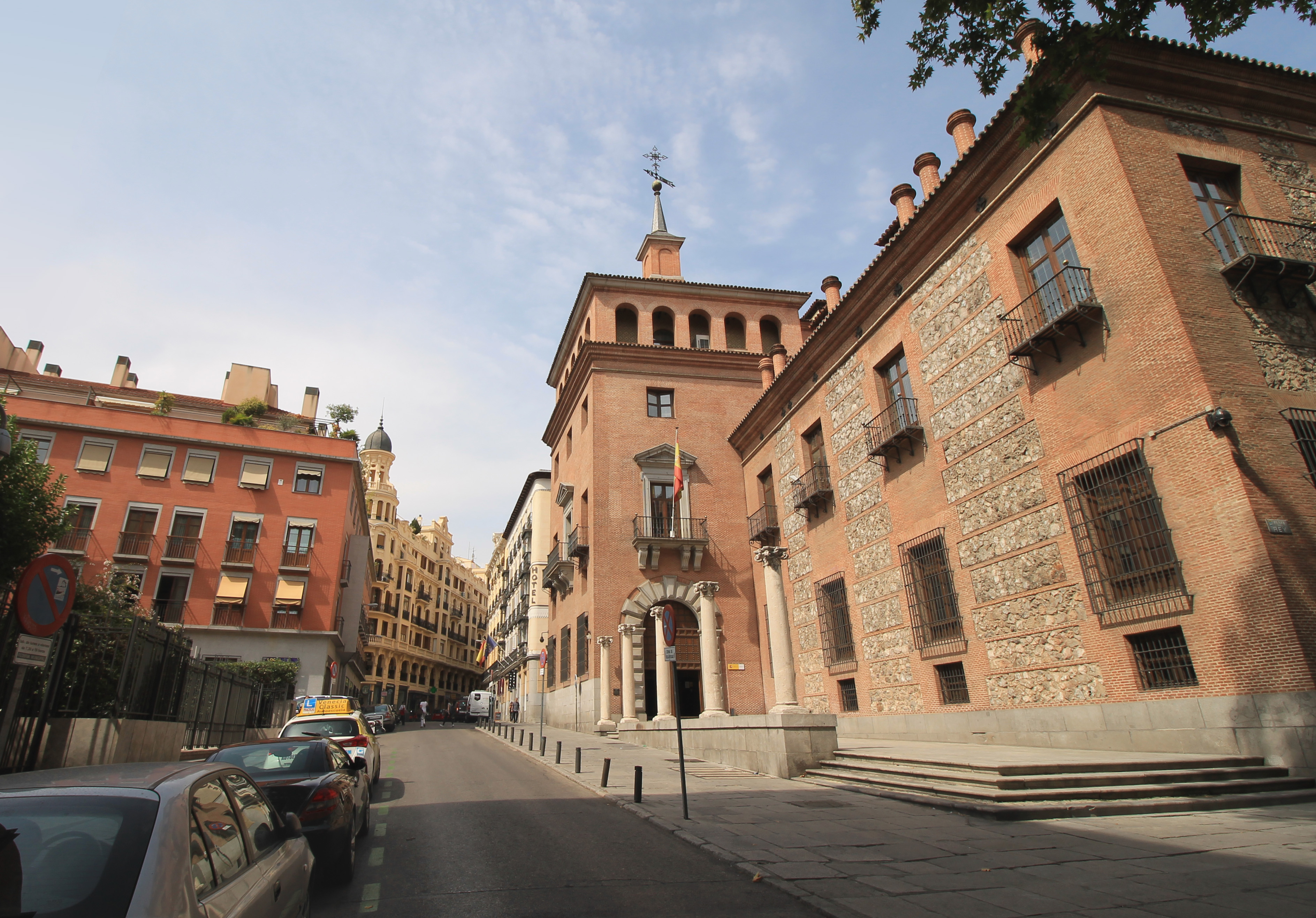
Arranque de la calle de las Infantas, desde la plaza del Rey. A la derecha, la Casa de las Siete Chimeneas (Ministerio de Cultura), seguida del edificio en el que estuvo el Café Castilla.

La calle de las Infantas es una estrecha vía de Madrid (en el barrio de Justicia del distrito Centro) que desciende desde la Fuencarral a la plaza del Rey, paralela a la Gran Vía. Su nombre se debe al supuesto anecdótico de que dos infantas, hijas de Felipe IV, presenciaran una procesión desde un tablado que con tal motivo se fabricó para ellas en esta calle el 13 de diciembre de 1639.
Como toda vía antigua, se hizo a trechos que tuvieron diversos nombres, así por ejemplo, antes de demolerse en 1807 la tapia de la huerta del convento de capuchinos y abrirse la plazuela del Rey, se llamó calle de las Siete Chimeneas. Y tras la Revolución de 1868 tomó temporalmente el nombre de calle de la Marina Española, volviendo a su antiguo nombre de las Infantas con la Restauración y que de nuevo perdió temporalmente durante la guerra civil española, periodo en el que se llamó calle de Rosalía de Castro. En los siglos XVIII y XIX, el breve tramo inicial, entre Fuencarral y Hortaleza tuvo el castizo nombre de calle del Piojo, con el que aparece en algunas obras de Galdós.

## Historia

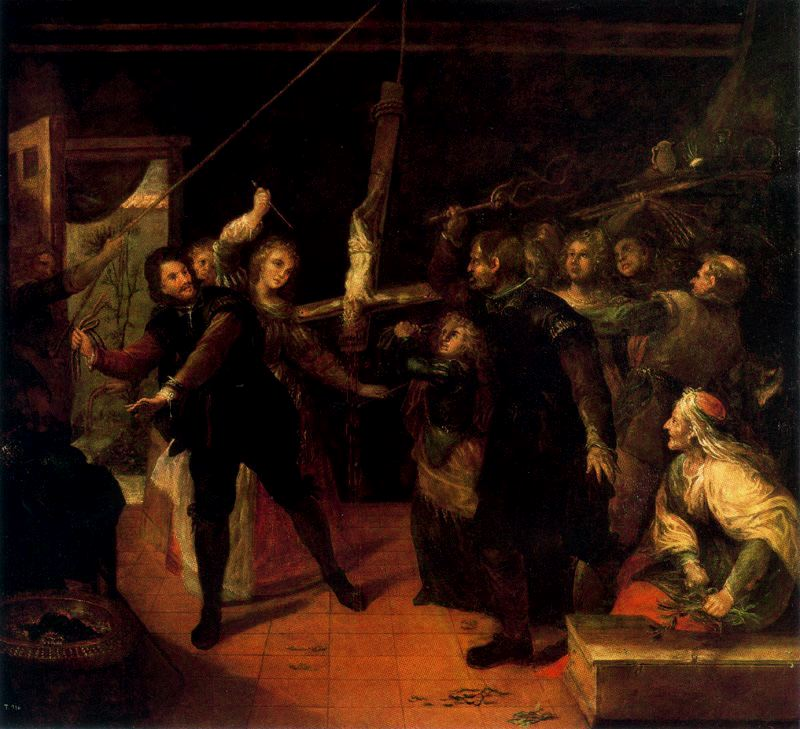
Cuadro de Francisco Rizi en el que se recrea la supuesta profanación de un crucifijo por unos criptojudios portugueses en Madrid, en el mismo lugar que ocuparía la iglesia construida en desagravio.

El origen del nombre de esta calle parte de la existencia en los terrenos que la conformaron, de un convento de frailes capuchinos desaparecido en 1837.
Según la tradición legendaria, el convento demolido debía su nombre a un oscuro incidente ocurrido en 1630. Ese año, la Inquisición recibió una denuncia sobre una familia de judíos portugueses que había llegado a Madrid y se había establecido en una casa alquilada en la esquina de las que más tarde figurarán en los callejeros como calle de las Infantas y calle de San Bartolomé, donde habían abierto una mercería. La denuncia acusaba a aquella familia de profanar repetidas veces una imagen de Cristo crucificado. No se sabe de cierto si los portugueses llegaron a quemar el que luego sería llamado Cristo de la Paciencia, pero sí hay constancia de que ellos fueron condenados por la Inquisición y quemados en el auto de fe celebrado el 4 de julio de 1632 en la Plaza Mayor. La casa donde se había producido la profanación fue demolida poco después e Isabel de Borbón, esposa de Felipe IV de España, ordenó la fundación de un convento a la orden capuchina, como custodios de las cenizas de la imagen que se depositaron en el interior de una nueva.

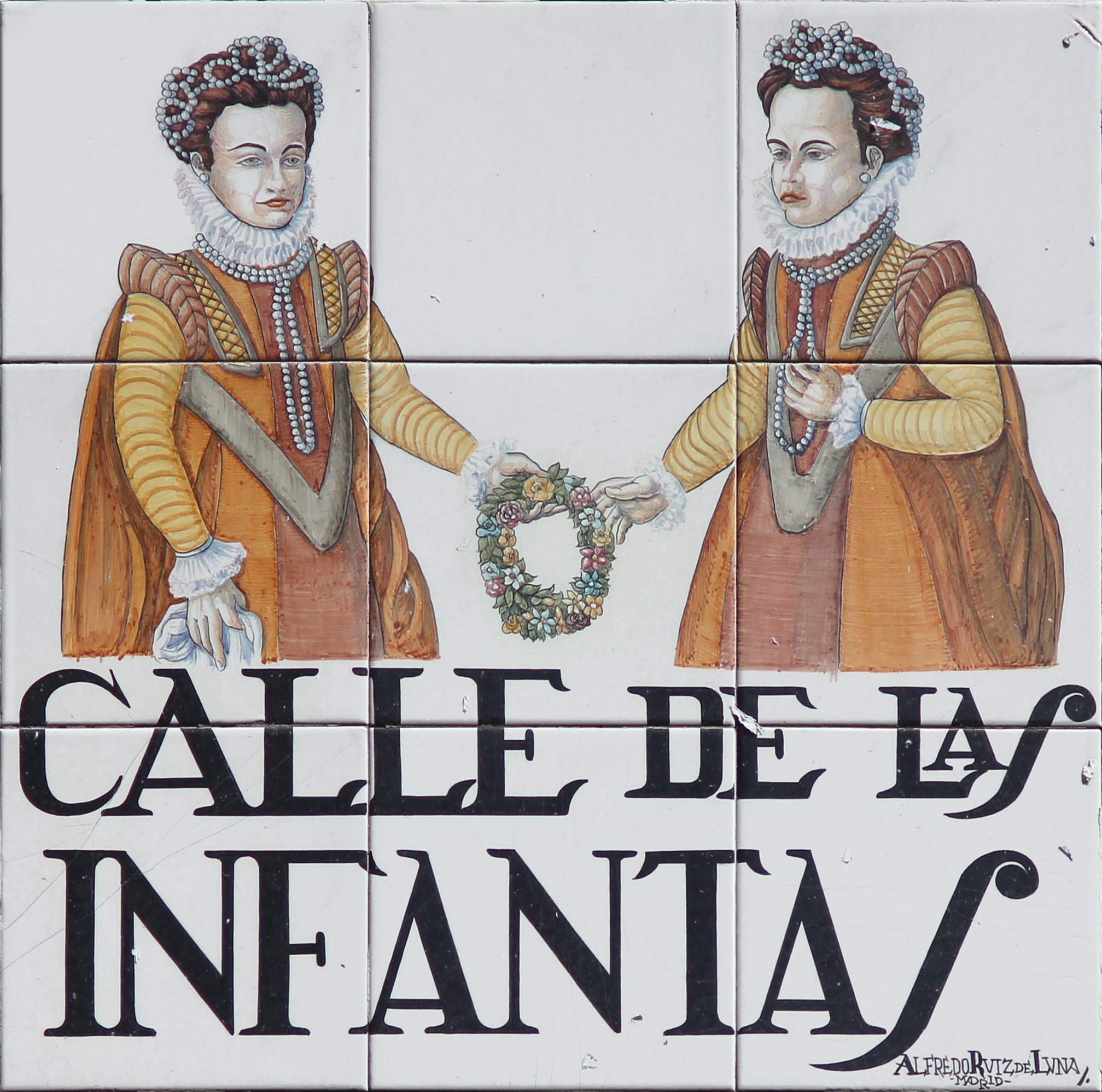
Las supuestas infantas, en la placa de azulejos del callejero artístico de Madrid.

A este largo preámbulo histórico sigue el acontecimiento 'festivo' que dio origen al nombre de la calle, y que fue la "enorme y solemnísima procesión" organizada con todo el boato católico de la época el 13 de diciembre de 1639, durante la cual fue trasladado el Cristo (cuyos restos se habían conservado hasta ese momento en el convento de San Antonio del Prado) al nuevo edificio levantado para los capuchinos. Para que las infantas María y Margarita, hijas de Felipe IV de España, pudieran presenciar el cortejo se levantó un majestuoso tablado "con adornos de seda y veludillo de oro". Aunque como ya se ha comentado en una nota, ninguna hija viva de Felipe IV pudo estar en esa procesión en 1639, salvo María Teresa de Austria con un año de edad, cosa harto improbable también.
Cuenta Pedro de Répide que hubo una fuente en el mencionado convento capuchino de la Paciencia que, al ser derribado para urbanizar parte de esta calle y las aledañas, se llevó a la de don Juan de Austria (calle que en un tiempo se llamó de Arango, por el propietario de los terrenos que ocupó). Por su parte, el decano de los cronistas madrileños, Ramón de Mesonero Romanos, describe así la transformación urbanística de la zona:

La calle frontera a las Infantas, especialmente en su último trozo, abierto, como queda dicho, por la huerta del Cármen en tiempo de Godoy, ha adquirido mayor importancia con las nuevas casas construidas en dicha huerta por el señor Murga, y el teatro del Circo, en donde ahora se llama la plazuela del Rey y antes era una callejuela en escuadra que se llamaba de "las Siete Chimeneas".
 Ramón de Mesonero Romanos (1861)

### Edificios y locales

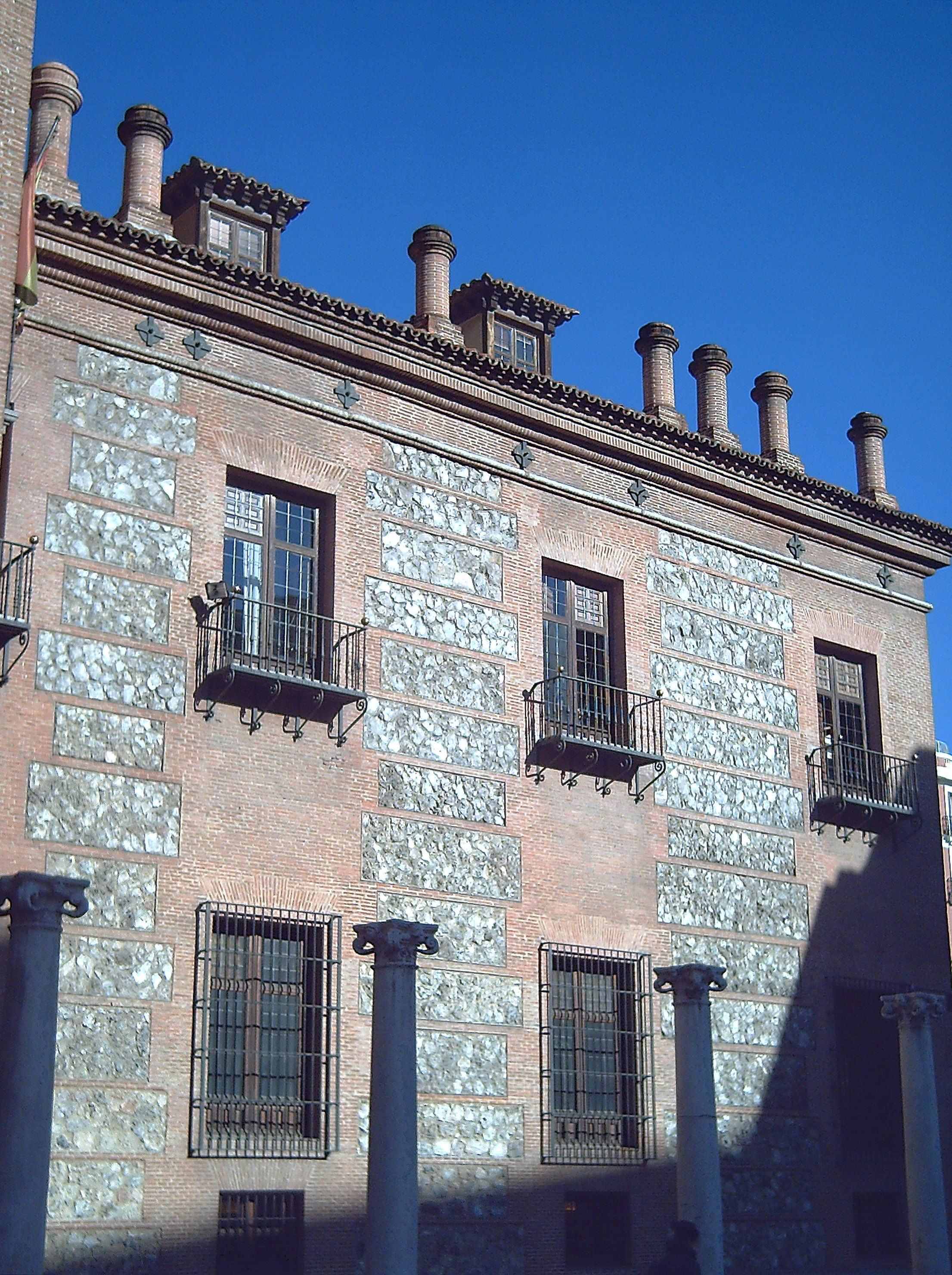
Detalle de las chimeneas de la Casa de las Siete Chimeneas, en el nº 1 de la Plaza del Rey (aspecto en 2006). Proyectada en 1574 por Antonio Sillero y construida de 1574 a 1577; ampliada en 1586 por Andrea de Lurano; reformada en 1877 por Agustín Ortiz de Villajos y en 1882 por Manuel Antonio Capo.

Anotan Peñasco y Cambronero que se "conservan antecedentes de construcciones particulares en esta calle desde 1747", aunque la tradición histórica da noticias desde el reinado de Felipe II, de la llamada Casa de las Siete Chimeneas, como casa de campo, que Mesonero describe en este párrafo:

La casa conocida con este título (que es la de la esquina y propia del señor Conde de Polentinos) debió ser en los principios una hermosa casa de campo, rodeada de extendidos jardines y huertas, y cuya sólida y elegante construcción en su parte principal, que da a dichos jardines y a la plazuela (pues la que mira a la calle de las Infantas, se ve palpablemente que es añadida), revela el gusto especial de las construcciones de Juan de Herrera, en cuyo tiempo pudo ser fabricada, a mediados del siglo XVI, para el mayorazgo fundado por el doctor D. Francisco Sandi y Mesa, que hoy posee el Sr. Conde de Polentinos. Su extensión comprendía los jardines, posesiones y casas contiguas, incluso el teatro del Circo, y pasa de 100.000 pies. Es también histórica, por haber habitado en ella el Príncipe de Gales en 1623, cuando vino a pedir la mano de la infanta doña María; luego el ministro de Carlos III Marqués de Esquilache, cuando el día 23 de Marzo de 1766 estalló el célebre motín de las capas y sombreros, atacando el populacho la morada del Ministro (cuyas señales se han conservado hasta nuestros días), y presentando el mismo terrible aspecto que medio siglo después ofreció delante de la inmediata casa del Príncipe de la Paz. La de las Siete Chimeneas ha sido después morada de los embajadores de Nápoles, de Francia y de Austria.
 Ramón de Mesonero Romanos (1861)

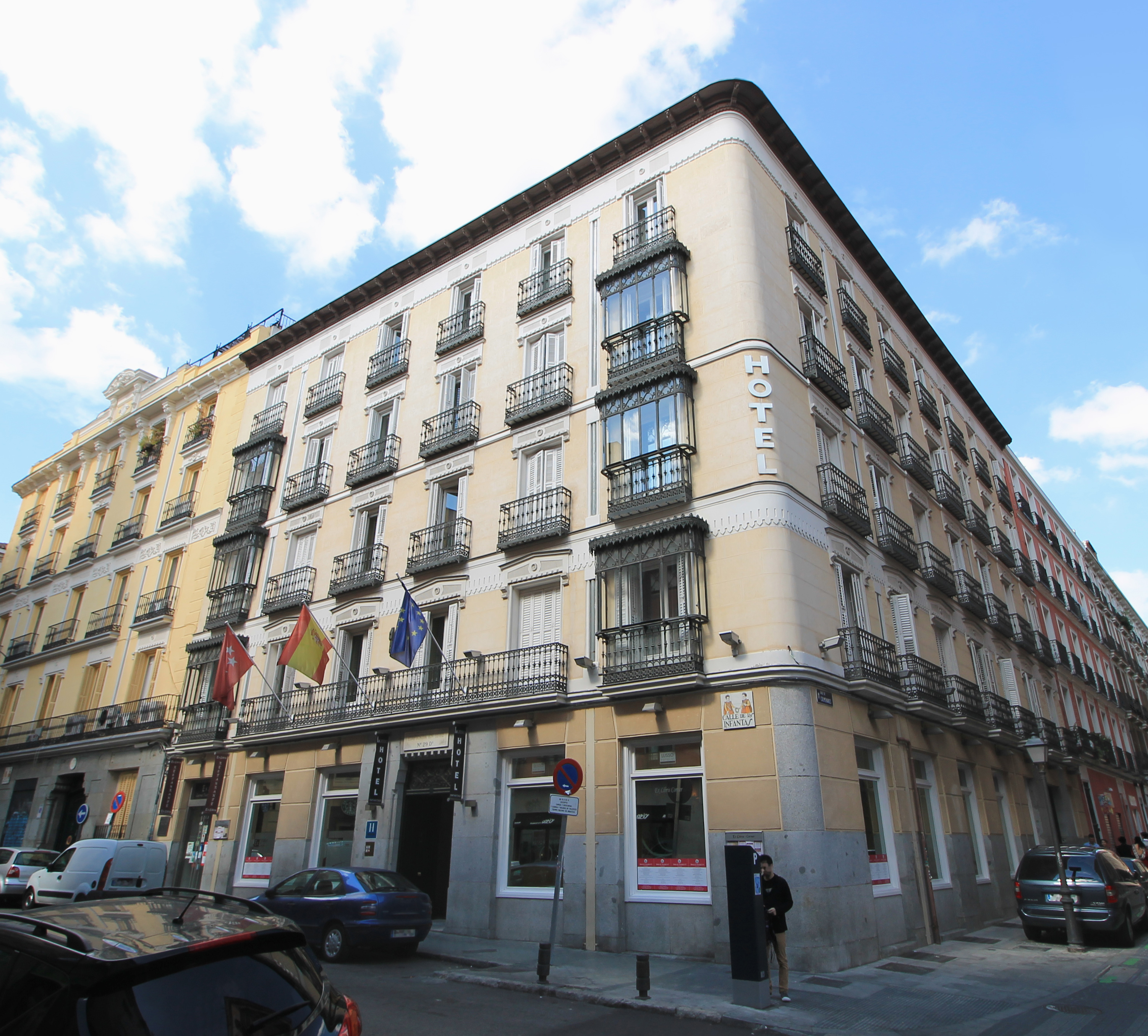
Edificio del nº 29, construido en 1882, donde se encontraba el Café Castilla. Actualmente es un hotel.

Una recién creada Institución Libre de Enseñanza tuvo domicilio y locales en el número 42, antes de instalarse de forma definitiva, el 1 de septiembre de 1884, en el antiguo Paseo del Obelisco (luego calle del General Martínez Campos).
Punto de reunión en el número 29 de esta calle fue el Café Castilla (café de finales del siglo XIX que nació a la sombra de la instalación del Banco de Castilla en el edificio de la ya referida Casa de las Siete Chimeneas), fundado por Federico Agustí en 18. En sus mesas hicieron tertulia o escribieron dramaturgos como Jacinto Benavente, Galdós, Valle-Inclán, Arniches y los hermanos Quintero, próceres como Mariano de Cavia o tardíos bohemios como Emilio Carrere, Pedro de Répide o  Enrique Jardiel Poncela. En él expuso sus caricaturas Sirio, noticia que recogió la prensa madrileña del mes de septiembre del año 1929, y que en su mayoría se trataban de personajes habituales del café, de los que el dueño, Agustí, le había pedido al humorista y dibujante una crónica gráfica. Quince años después expondría sus dibujos en un renovado café Castilla otro caricaturista Paco Ugalde, acontecimiento que fue retransmitido en directo por Radio Nacional, en abril de 1944. El legado de ambos artistas gráficos (casi doscientos cincuenta dibujos de actores, toreros, intelectuales, escritores y demás personajes pintorescos) se conservan en el Museo Nacional del Teatro, en Almagro (Ciudad Real). En 1964, la viuda de Agustí traspasó el local a un banco, y al inicio del siglo XXI lo ocupaba un restaurante. 
Otro local desaparecido sería el Cine Infantas, inaugurado en 1948 y que entre noviembre de 1973 y junio de 1974 fue sede de la Filmoteca Española. En 1992 se convirtió en un supermercado.

## Ilustres vecinos

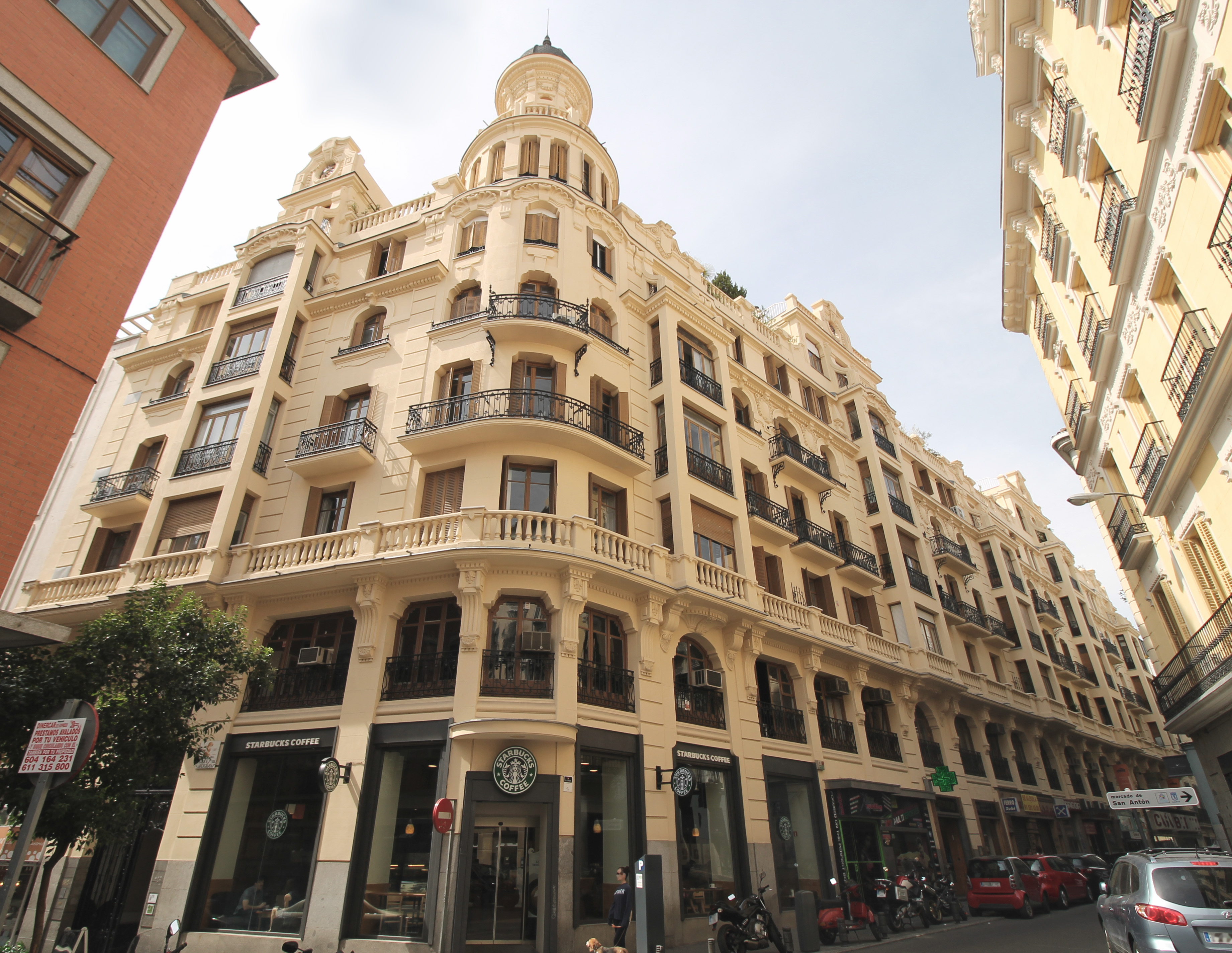
Edificio de viviendas en los números 40-42, proyectado en 1922 por el arquitecto Eduardo Sánchez Eznarriaga y construido entre 1922 y 1926. El escritor Enrique Jardiel Poncela vivió en él desde 1939 hasta su muerte en 1952.

Leyendo a Antonio Palomino todo parece indicar que esta fue calle de pintores en el siglo XVII; según el biógrafo allí tuvieron morada maestros del Barroco, como el napolitano de padre español Francisco Pérez Sierra, el madrileño de padre italiano Francisco Rizi y el más tardío Diego Rodríguez.
Uno de sus más ilustres vecinos fue el siciliano Leopoldo de Gregorio, marqués de Esquilache, ministro de Carlos III, ante cuya casa se manifestaron el 23 de marzo de 1766 piquetes del pueblo madrileño, dentro de lo que ha quedado para la historia de la ciudad como "Motín de Esquilache", que glosa Mesonero hablando de los ilustres inquilinos de la Casa de las Siete Chimeneas (en la finca que en el siglo XXI se marca con el número 31 de esta calle y el nº 1 de la Plaza del Rey).

Es también histórica, por haber habitado en ella el Príncipe de Gales en 1623, cuando vino a pedir la mano de la infanta doña María; luego el ministro de Carlos III Marqués de Esquilache, cuando el día 23 de Marzo de 1766 estalló el célebre motín de las capas y sombreros, atacando el populacho la morada del Ministro (cuyas señales se han conservado hasta nuestros días), y presentando el mismo terrible aspecto que medio siglo después ofreció delante de la inmediata casa del Príncipe de la Paz.
 Ramón de Mesonero Romanos (1861)

Otro turbulento episodio muy similar ocurriría medio siglo después, el 19 de marzo de 1808, cuando "el populacho" -usando la expresión de Mesonero- asaltó la casa vecina a la de las Siete Chimeneas, donde en esos días vivía Manuel Godoy, poderoso valido de Carlos IV.
El número 13 de esta calle fue última morada del general Palafox, donde falleció el 15 de febrero de 1847. También tuvo aquí su último domicilio el palentino Eugenio García Ruiz, Ministro de Gobernación después del golpe de Pavía de 1874, que murió en el número 8 de esta calle, el 27 de enero de 1883. A caballo entre el siglo XIX y el XX, queda noticia de la existencia de una tienda de vinos propiedad de la familia del doctor Ángel Pulido Fernández, eminente estudioso de la comunidad sefardí.
En el último cuarto del siglo XX, sin embargo, fueron diversos representantes de la farándula los más ilustres vecinos, en el caso del valenciano Ovidi Montllor o el leonés Arturo Tejerina, vecinos del  número 21, en el edificio cuyos bajos ocupó el cine Infantas. Y vecinos nocturnos fueron algunos intelectuales asociados al fenómeno de la movida madrileña, que solían reunirse en el Salón España, según relataba Vicente Molina Foix en sus crónicas en El País, citando la presencia habitual de Paloma Chamorro, Juan Benet, Javier Marías, Blanca Andreu, Elías Querejeta o Javier Pradera.